# Hipposideridae
Famille
Les Hipposideridae forment une famille de chauves-souris, autrefois placée comme sous-famille des Rhinolophidae.

## Liste des genres
Selon Mammal Species of the World (version 3, 2005)  (23 septembre 2017) et ITIS (23 septembre 2017) :
- Anthops Thomas, 1888
- Asellia Gray, 1838
- Aselliscus Tate, 1941
- Cloeotis Thomas, 1901
- Coelops Blyth, 1848
- Hipposideros Gray, 1831
- Paratriaenops Benda and Vallo, 2009
- Rhinonicteris Gray, 1847
- Triaenops Dobson, 1871